# Tetrastigma muricatum
Tetrastigma muricatum là một loài thực vật hai lá mầm trong họ Nho. Loài này được (Wall.) Gamble miêu tả khoa học đầu tiên năm 1918.